# Das Spielzeug von Paris
Das Spielzeug von Paris is een Oostenrijkse dramafilm uit 1925 onder regie van Michael Curtiz. In Nederland werd de film destijds uitgebracht onder de titel Speelgoed van Parijs.

## Verhaal
Miles Steward is een jonge Britse bohémien in Parijs. Hij trouwt met de revuedanseres Célimène en haalt haar ertoe over om haar danscarrière op te geven. Ze gaan samenwonen in een huisje op het platteland. Célimène ontvangt een uitnodiging van haar voormalige impresario voor een feestje. Daar geeft ze een dansvoorstelling. Ze maakt vervolgens ruzie met Miles, maar ze gaat naar hem op zoek tijdens een storm. Als gevolg daarvan krijgt ze een longontsteking. Miles verzorgt Célimène en ze besluit om haar carrière bij de revue voorgoed op te geven.

## Rolverdeling
| Acteur          | Personage                         |
| --------------- | --------------------------------- |
| Lili Damita     | Célimène                          |
| Henry Treville  | François de la Roche de la Maudry |
| Hugo Thimig     | Duval                             |
| Hans Moser      | Theaterkassier                    |
| Eric Barclay    | Miles Seward                      |
| Theo Shall      | Miguel                            |
| Maria Fein      | Ninette                           |
| Maria Asti      | Christina Landrolet               |
| Traute Carlsen  | Lady Madison                      |
| Ria Günzel      | Dorothy Madison                   |
| Marietta Müller | Nan Seward                        |